# Festival de la Cançó d'Eurovisió 2003
El XLVIII Festival de la Cançó d'Eurovisió fou retransmès el 24 de maig de 2003 en Riga, Letònia. Els presentadors van ser Marie N i Renars Kaupers, i la victòria va ser per la representant de Turquia, Sertab Erener amb la cançó "Every way that I can".

## Final

Països participants.
Països que hi van participar al passat però no el 2003.

| Núm. | País                 | Intèrpret(s)        | Cançó                        | Posició | Pts |
| ---- | -------------------- | ------------------- | ---------------------------- | ------- | --- |
| 01   | Bèlgica              | Urban Trad          | Sanomi                       | 2       | 165 |
| 02   | Malta                | Lynn Chircop        | To dream again               | 25      | 4   |
| 03   | Portugal             | Rita Guerra         | Deixa-me sonhar              | 22      | 13  |
| 04   | Ucraïna              | Olexandr Ponomaryov | Hasta la vista               | 14      | 30  |
| 05   | Països Baixos        | Esther Hart         | One more night               | 13      | 45  |
| 06   | Croàcia              | Claudia Beni        | Više nisam tvoja             | 15      | 29  |
| 07   | Letònia              | F.L.Y.              | Hello from Mars              | 24      | 5   |
| 08   | Noruega              | Jostein Hasselgård  | I'm not afraid to move on    | 4       | 123 |
| 09   | Grècia               | Mando               | Never let you go             | 17      | 25  |
| 10   | Polònia              | Ich Troje           | Keine Grenzen-Żadnych granic | 7       | 90  |
| 11   | Irlanda              | Mickey Joe Harte    | We've got the world          | 11      | 53  |
| 12   | Rússia               | t.A.T.u.            | Ne ver', ne bojsia           | 3       | 164 |
| 13   | Islàndia             | Birgitta Haukdal    | Open your heart              | 9       | 81  |
| 14   | Romania              | Nicola              | Don't break my heart         | 10      | 73  |
| 15   | Israel               | Lior Narkis         | Words for love               | 19      | 17  |
| 16   | Turquia              | Sertab Erener       | Everyway That I Can          | 1       | 167 |
| 17   | França               | Louisa Baïleche     | Monts et merveilles          | 18      | 19  |
| 18   | Xipre                | Stélios Constantas  | Feeling alive                | 20      | 15  |
| 19   | Bòsnia i Hercegovina | Mija Martina        | Ne brini                     | 16      | 27  |
| 20   | Suècia               | Fame                | Give me your love            | 5       | 107 |
| 21   | Àustria              | Alf Poier           | Weil der Mensch zählt        | 6       | 101 |
| 22   | Estònia              | Ruffus              | Eighties coming back         | 21      | 14  |
| 23   | Espanya              | Beth                | Dime                         | 8       | 81  |
| 24   | Alemanya             | Lou                 | Let's get happy              | 12      | 53  |
| 25   | Regne Unit           | Jemini              | Cry baby                     | 26      | 0   |
| 26   | Eslovènia            | Karmen Stavec       | Nanana                       | 23      | 7   |

### Ordre de votació
| 1. Països Baixos · 2. Romania · 3. Alemanya · 4. Noruega · 5. Bòsnia i Hercegovina · 6. Malta · 7. Turquia · 8. Israel · 9. Letònia · 10. França | 11. Grècia · 12. Regne Unit · 13. Rússia · 14. Suècia · 15. Àustria · 16. Bèlgica · 17. Eslovènia · 18. Irlanda · 19. Polònia · 20. Xipre | 21. Croàcia · 22. Islàndia · 23. Portugal · 24. Espanya · 25. Bòsnia i Hercegovina · 26. Estònia |